# Rue Henri-Pape
La rue Henri-Pape est une voie située dans le quartier de la Maison-Blanche du 13e arrondissement de Paris.

## Situation et accès

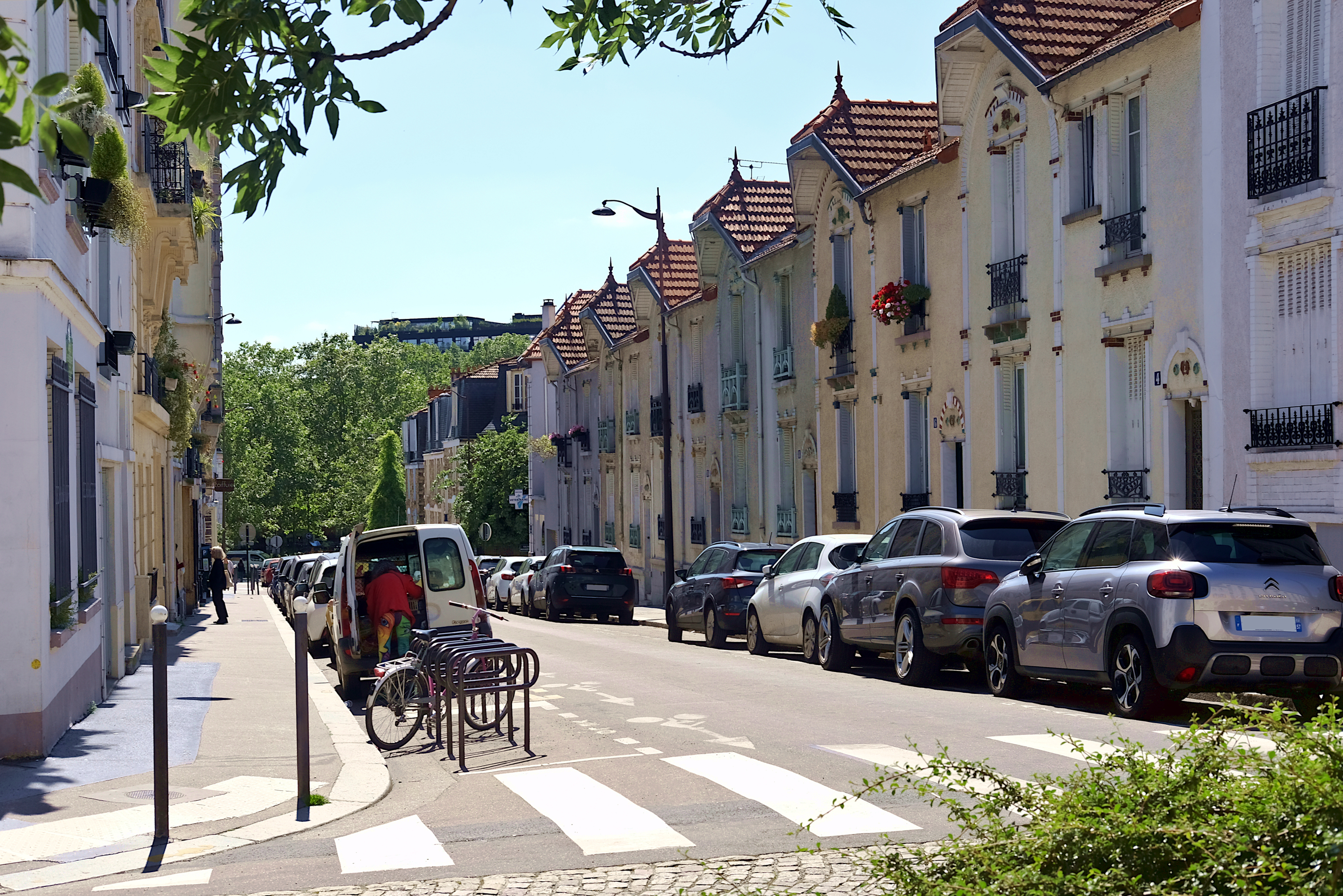
La rue en 2024.

La rue Henri-Pape est desservie à quelque distance par la ligne 7 à la station Tolbiac.

## Origine du nom
Elle porte le nom du facteur de piano Jean-Henri Pape.

## Historique
Cette rue, ouverte en 1885 sous le nom de « rue Edmond-Valentin », prend sa dénomination actuelle le 10 juin 1897.
À l’emplacement de la rue, et celles environnantes, était la « butte du Moulin-des-Prés » surnommée « butte aux Cochons ». Elle a été arasée pour le comblement des marais de la Bièvre.

## Bâtiments remarquables et lieux de mémoire
- Au début de la rue, sur le côté des numéros pairs, se dresse une série de pavillons identiques, à l'origine construits pour la société coopérative La Petite Chaumière, par l'architecte Henri Rebersat (1870-1932)[3], du Kremlin-Bicêtre, à partir de 1909[4].
- La rue débouche sur la place de l'Abbé-Georges-Hénocque.

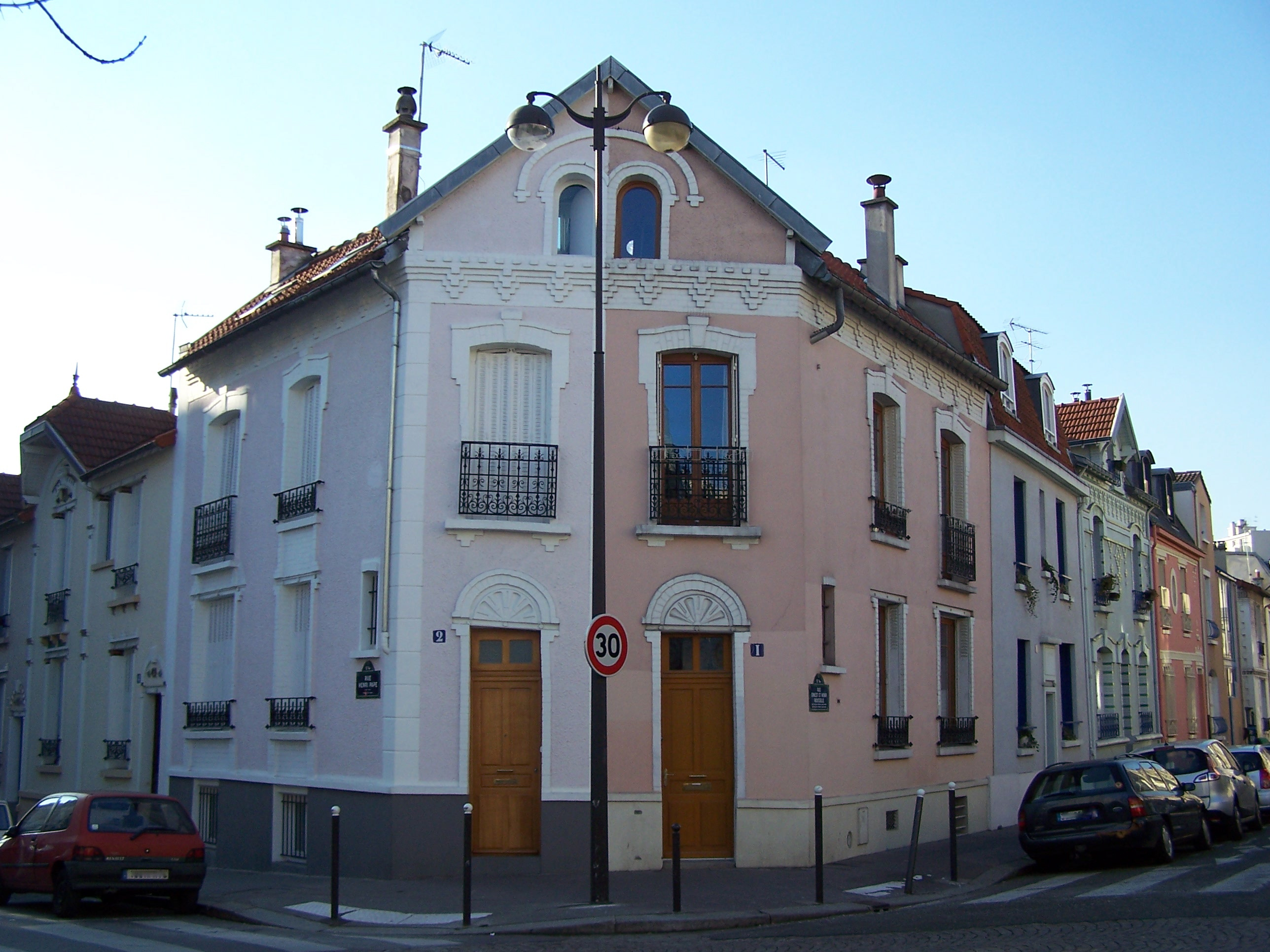
Maison originale mitoyenne, rues Pape (gauche) et Rousselle (droite).
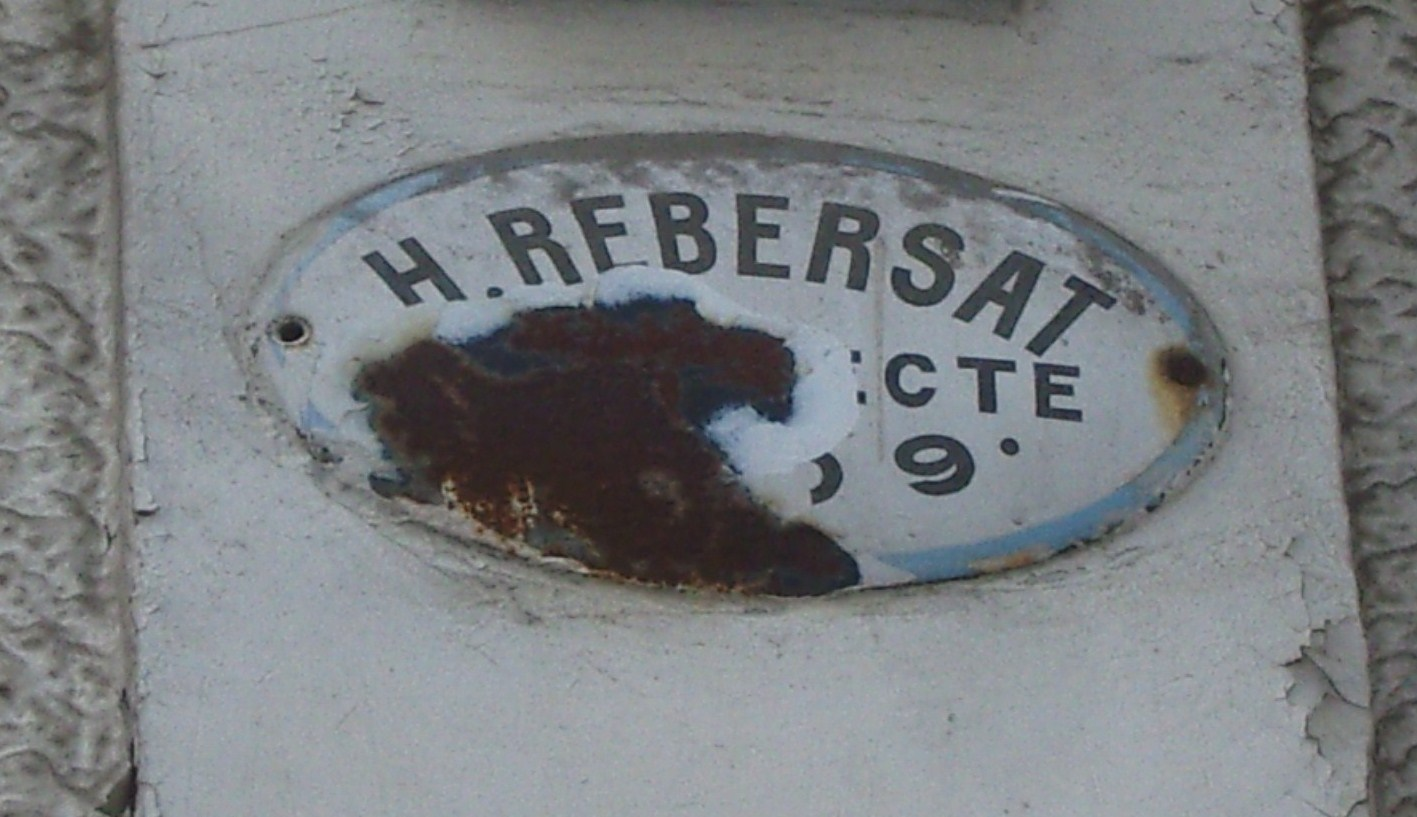
Plaque de l'architecte Henri Rebersat.